# Väring
Väring est une localité de la commune de Skövde dans le comté de Västra Götaland en Suède.
Sa population était de 657 habitants en 2019.